# Davit Guramixvili
Davit Guramixvili (georgià: დავით გურამიშვილი) (1705 – 21 de juliol de 1792) va ser un poeta georgià que va escriure les peces més destacades de la literatura georgiana preromàntica. Les desgràcies personals i els disturbis al seu país van obligar-lo a fer el servei militar rus fins a retirar-se a la seva petita finca a la localitat ucraïnesa de Myrhorod, on va fer vuitanta-set anys. Guramixvili va plasmar la seva tràgica i turbulenta vida en un cicle de poesia autobiogràfica, Davitiani, que va enviar a Geòrgia a través d'una ambaixada georgiana de retorn de l'Imperi Rus el 1787.

## Obres
- Davitiani és un poema èpic que es va publicar per primera vegada a Tbilisi de 1787 i és una expressió tardana d'aquest gènere en la literatura georgiana.